# Правова система Вірменії
Правова́ систе́ма Вірме́нії належить до романо-германської сім'ї з елементами попереднього соціалістичного права. В останні роки у публічному праві спостерігається вплив французької доктрини.

## Історія
У 301 р. Вірменія стала першою країною у світі, що прийняла християнство як державну релігію. Внаслідок цього, норми канонічного права увійшли у вірменську правову систему як найважливіша складова, особливо у сфері шлюбно-сімейних відносин. Суттєвий вплив здійснило візантійське право, деякі норми якого діяли тут аж до XIX ст.
В умовах затяжної іноземної окупації, яка тривала з VII ст, законодавча діяльність у Вірменії призупинилась. Однак, продовжувався розвиток канонічного права; діяли норми вірменського звичаєвого права. Загарбники принесли з собою і шаріат, який застосовувався нарівні з християнськими правовими нормами. З моменту входу Східної Вірменії до складу Російської імперії (1828), поступово стало запроваджуватися російське законодавство.
Після встановлення Радянської влади у 1920 р. Вірменія фактично перейняла нове соціалістичне право РРФСР і в подальшому, протягом всього рядянського періоду, її законодавство нічім не відрізнялося від законодавства інших союзних республік.
Докорінні зміни у правовій системі Вірменії відбуваються з 1990-х років. Загальний напрямок реформ такий же, як і на всьому пострадянському просторі: ідеологічний і політичний плюралізм, соціально орієнтована ринкова економіка, розширення прав та свобод особистості та зміцнення їх гарантій. Одночасно правова система Вірменії стала набувати індивідуальності, хоча її базові принципи, структура і юридична техніка як і раніше схожі з прийнятими в інших державах-учасниках СНД. Це дає можливість віднести Вірменію до «євразійської» групи романо-германської правової сім'ї, сформованої на основі відносно однорідного правового простору Співдружності.
За темпами правового реформування Вірменія займає середнє місце серед колишніх держав СРСР: у 1995 р. прийнята нова Конституція Вірменії, у 1998 р. Цивільний кодекс. Більшість галузей права як і раніше базуються на старих радянських кодексах з багатьма змінами і доповненнями. Основним джерелом права є законодавчі та інші нормативні акти. Їхня  ієрархія включає Конституцію, закони парламенту, указі Президента Республіки, постанови Уряду та прем'єр-міністра, підзаконні акти міністерств та відомст, органів місцевого самоврядування.
Парламент може уповноважити  Уряд видавати постанови, які мають силу закону, однак вони не можуть суперечити парламентським законам.
Згідно ч.4 ст.6 Конституції ратифіковані міжнародні договори є складовою частиною правової системи Республіки. Якщо в них встановлені інші норми, ніж передбачені у законах, то застосовуються норми договору.
Особливе місце в системі джерел права становлять рішення Конституційного Суду Вірменії , якими може бути анульована будь-яка норма закону чи підзаконного акту. В ролі субсидіарного джерела ЦК Вірменії дозволяється використання звичаїв ділового обороту.

## Цивільне право та суміжні з ним галузі права
Цивільне право Вірменії з моменту відновлення її державності наслідувало російський (радянський) зразок. Цивільний кодекс  Вірменії 1923 та 1964 рр. копіювали відповідно Цивільним кодексам РРФСР 1922 та 1964 рр.
Так само, як і в Росії, цивільне право Вірменії у 1990-х рр. було перетворено відповідно до принципів ринкової економіки і романо-германськими традиціями цивільного  права.
Підвалини нових цивільно-правових та господарських відносин закріплені у Конституції 1995 року, в ст.7 якої вказано, що держава «гарантує право власності і спадкування, рівноправність всіх форм власності» (яких саме форм, не в цій статті, не в наступних не вказується). У ст.24 закріплено права та обов'язки громадян: «Кожний громадянин має право на власність. Ніхто не може довільно позбавляти громадянина власного майна».
Формування основ  нового цивільного права завершилось прийняттям Цивільного кодексу Республіки Вірменія 28 липня 1998 р. В його основу покладено Модельний ЦК, затверджений Міжпарламентською  асамблеєю держав-учасниць СНД. Це зумовило суттєву (хоч далеко і не повну) подібність вірменського та російського цивільних кодексів. На відміну від російських законодавців, які прийняли до 1999 року тільки дві перших частини ЦК РФ (третя була прийнята у 2001 р.), парламент Вірменії одразу ввів свій Кодекс повністю.
Структурно Цивільний кодекс 1998 р. складається з 12 розділів: I — Загальні положення, II — Особи (суб'єкти цивільних прав), III — Об'єкти цивільних прав, IV — Право власності та інші майнові права, V — Угоди. Представництво. Терміни. Позовна давність. VI — Загальні положення про зобов'язання. VII — Зобов'язання, що виникають із договорів, VIII — Зобов'язання, що виникають з односторонніх дій, IX — Зобов'язання, що виникають спричинення шкоди і безпідставного збагачення, X — Інтелектуальна власність, XI — Спадкове право, XII — Міжнародне приватне право.
Як і в інших державах СНД, ЦК Вірменії регулює відносини між особами, які здійснюють підприємницьку діяльність або за їх участі, що виключає прийняття окремого торгового кодексу. Сімейні, трудові та природно-ресурсні відносини регулюються ЦК і цивільним законодавством тільки субсидіарно.
Цивільний кодекс 1998 р. (ст.167-169) передбачає три форми власності: власність громадян та юридичних осіб, власність держави і власність громад. Майновими правами наряду з правом власності є: право застави, право користування майном, сервітути. Це дещо відрізняється від концепції, прийнятої в Росії та більшості інших держав СНД, де застава розглядається як спосіб забезпечення зобов'язань. Крім ЦК основними джерелами цивільного права є закони «Про заставу» від 28 червня 1995 р., «Про авторське право та суміжних правах» від 27 травня 1996 р., «Про нерухоме майно» від 22 січня 1996 р., «Про страхування» від 19 листопада 1996 р., Патентний закон від 21 серпня 1993 р. та ін.
У 1990-ті рр. у Вірменії прийнято значне законодавство, що створює правову базу для підприємницької діяльності, в тому числі закони «Про підприємства і підприємницьку діяльность» від 14 березня 1992 р.; «Про банки і банківську діяльність» від 27 квітня 1993 р. і від 30 червня 1996 року; «Про товарні біржі» від 31 серпня 1993 р.; «Про обіг цінних паперів» від 8 вересня 1993 р.; «Про індивідуального підприємця» від 27 грудня 1993 р.; «Про індивідуальне (сімейне) підприємство» від 13 червня 1994 р.; «Про іноземні інвестиції» від 31 липня 1994 р.; «Про банкрутство підприємств та індивідуальних підприємців» від 15 червня 1995 р.; «Про акціонерні товариства» від 7 травня 1996 року; «Про банкрутство банків» від 29 червня 1996 року; «Про рекламу» від 25 травня 1996 р. та ін.
Починаючи з 1992 р. Уряд здійснює програми приватизації державних підприємств і житлового фонду (до 1998 р. приватизовано 70 % усіх державних підприємств). Ще раніше, в 1991 р., Вірменія прийняла повномасштабну програму приватизації землі, передбачену Законом «Про приватизацію землі» (лютий 1991). У 1992 р. Вірменія першою серед республік СНД денаціоналізувала  землю. Головний акцент в ході аграрних реформ був зроблений на дрібнотоварне приватне виробництво. Більшість громадських господарств перетворено в селянські, число яких становить тепер близько 250 тис. Діяльність останніх регулюється Законом «Про селянські та колективні селянські господарства» від 22 січня 1991 р.
За Земельним кодексом Вірменії 1991 р. передбачено такі форми власності на землю, як власність громадян, колективна власність, державна власність (ст. 4). При цьому немає ні постійного землеволодіння сільськогосподарських підприємств, ні довічного успадкованого землеволодіння громадян. На відміну від інших держав СНД, де суборенда землі, як правило, забороняється, у Вірменії вона дозволена без обмежень, якщо передбачена договором (ст. 8 ЗК). Згідно ст. 28 Конституції правом власності на землю не користуються іноземні громадяни та особи без громадянства, за винятком випадків, передбачених законом.
Використання і охорону природних ресурсів регулюють Кодекс про надра 1992 р., Водний кодекс 1992 р., Лісовий кодекс 1994 р. В галузі екологічного права найбільш значним актом є Основи законодавства про охорону природи 1991 р.
Основним джерелом трудового права залишається КЗпП радянських часів, чинний з рядом змін та доповнень. До осені 1999 р. закінчена підготовка нового Трудового кодексу, заснованого на сучасних міжнародних стандартах в цій області. Конституція (ст. 29) закріпила право кожного громадянина на вільний вибір праці, на справедливу і не нижче встановленого державою мінімального розміру заробітну плату, на умови праці, що відповідають вимогам безпеки та гігієни. За громадянами також закріплено право на страйк.

## Кримінальне право та процес
Основним джерелом кримінального права у Вірменії залишається Кримінальний кодекс 1960 р. Після проголошення незалежності в нього кілька разів вносилися суттєві зміни і доповнення. Були декриміналізовані багато діянь, спрямованих проти радянського ладу, ідеології і діючих у СРСР соціально-економічних відносин. У той же час з'явилася значна кількість нових складів злочинів, зокрема, характерних для ринкової економіки. Розроблено проект нового Кримінального кодексу. До 1999 р. Вірменія відносилася до числа країн, які зберігали смертну кару як вид покарання.
Кримінальний процес Вірменії піддається реформам, покликаним зміцнити правові гарантії особи, а також підвищити його ефективність. Деякі нові демократичні норми і принципи кримінального судочинства отримали закріплення в Основному законі країни 1995 р. Відповідно до Конституції (ст. 18) людина може бути ув'язнена під варту лише за рішенням суду у встановленому законом порядку. У встановлених законом випадках судочинство здійснюється за участі присяжних (ст. 91). У 1998 р. був прийнятий новий Кримінально-процесуальний кодекс, що набув чинності у січні 1999 р. Він передбачає, крім першої, апеляційну та касаційну інстанції. Усі кримінальні справи розглядаються судом першої інстанції у складі одного судді, апеляційної інстанції — трьох суддів. У Касаційному суді справи розглядаються у складі голови палати суду і більшості його членів.
У той же час кримінальний процес у Вірменії носить обвинувальний характер, правило змагальності і рівноправності сторін на практиці не забезпечується. Величезні труднощі в реалізації нових норм і стандартів пов'язані з хронічною нестачею фінансово-матеріальних ресурсів.

## Судова система
Судова система та її влада, відповідно до Конституції, одна з трьох основоположних і самостійних гілок державної влади. Правосуддя в Республіці здійснюють тільки суди — згідно з Конституцією і законами.
Конституція повністю оновила судову систему Республіки, сприйнявши деякі французькі концепції. Судами загальної юрисдикції є: суди першої інстанції, апеляційні суди та Касаційний суд (замінив у 1998 р. Верховний суд). У Вірменії діють також господарський, військовий та інші, передбачені законом суди (ст. 92 Конституції). Забороняється створення надзвичайних судів.
Відповідно до Закону «Про судоустрій» 1998 р. у Вірменії діють три апеляційні суди: 1) апеляційний суд з цивільних справ у складі голови суду та 9 суддів; 2) апеляційний суд з економічних справ у складі голови суду та 6 суддів; 3) апеляційний суд по кримінальних та військових справах у складі голови суду і 12 суддів. До складу Касаційного суду входять: голова Касаційного суду; Палата з цивільних і економічних справ; Палата з кримінальних та військових справ. Кожна палата складається з голови палати і п'яти суддів палати.
Вищий орган суддівського співтовариства — Рада правосуддя, який очолює Президент Республіки як гарант незалежності судових органів. Міністр юстиції та генеральний прокурор є заступниками голови Ради. До складу Ради входять 14 членів, призначених Президентом Республіки на 5-річний термін, 2 з яких — вчені-юристи, 9 суддів, 3 — прокурори. По 3 члени Ради призначаються з судів першої інстанції, апеляційних судів та Касаційного суду. Загальні збори суддів таємним голосуванням висувають по три кандидатури на кожне місце. Кандидатури прокурорів, членів Ради, представляє генеральний прокурор.
Рада правосуддя: 1) складає і подає на затвердження Президентові щорічні списки посадової придатності і службового просування суддів і прокурорів, згідно чого робляться призначення; 2) пропонує кандидатури суддів, голови Касаційного суду, його палат, голів апеляційних, першої інстанції та інших судів, дає висновок по представленим міністром юстиції кандидатурам інших суддів; 3) дає висновок щодо поданих генеральним прокурором кандидатур заступників генерального прокурора, прокурорів, які очолюють структурні підрозділи прокуратури; 4) подає пропозиції про присвоєння суддям і прокурорам класних чинів; 5) пропонує дати згоду на припинення повноважень судді, арешт, притягнення до кримінальної або адміністративної відповідальності в судовому порядку; 6) піддає суддів дисциплінарній відповідальності; 7) за запитом Президента висловлює свою думку з питань помилування. Порядок її діяльності встановлено Законом «Про Раду правосуддя» від 14 листопада 1995 р.
Органом конституційного контролю у Вірменії є Конституційний суд, який почав свою роботу у 1996 р. Він складається з 9 членів, 5 з яких призначають Національні збори, 4 — Президент Республіки.
Конституційний суд в установленому законом порядку: 1) встановлює, чи відповідають закони Конституції, постанови Національних зборів, укази, розпорядження Президента, постанови Уряду; 2) встановлює до ратифікації міжнародного договору відповідність Конституції закріплених у ньому зобов'язань; 3) вирішує спори, пов'язані з результатами референдумів, виборами Президента Республіки і депутатів; 4) визнає непереборними або усунутими перешкоди, що виникли для кандидатів у президенти; 5) дає висновок щодо наявності підстав усунути з посади Президента; 6) дає висновок щодо заходів, здійснених Президентом при надзвичайній ситуації; 7) дає висновок про неможливість виконання Президентом Республіки своїх повноважень; 8) дає висновок про припинення повноважень члена Конституційного суду, його арешт, притягнення до кримінальної або адміністративної відповідальності в судовому порядку; 9) приймає рішення про зупинення чи заборону діяльності партії. Конституційний суд розглядає справу лише при наявності відповідної заяви. Постанови Конституційного суду остаточні, оскарженню не підлягають і набирають чинності з моменту опублікування.
Порядок діяльності Конституційного суду визначає Закон «Про Конституційний суд» від 6 грудня 1995 р. Суддя і члени Конституційного суду незмінні. Суддя обіймає свою посаду до 65, а член Конституційного суду — до 70 років. Їх повноваження припиняються лише у випадках і в порядку, передбачених Конституцією і законом.
Прокуратура Республіки Вірменія є єдиною централізованою системою, яку очолює генеральний прокурор, який призначається Президентом за поданням Прем'єр-міністра. Згідно ст. 103 Конституції прокуратура: порушує кримінальне провадження; здійснює нагляд за законністю попереднього слідства і дізнання; підтримує обвинувачення в суді; подає позов щодо захисту державних інтересів; оскаржує рішення, вироки та постанови судів; здійснює нагляд за застосуванням покарань та інших форм примусу.
Вищим органом фінансово-економічного контролю у Вірменії є Контрольна палата Національних зборів.